# Allium tripedale
Allium tripedale är en amaryllisväxtart som beskrevs av Ernst Rudolf von Trautvetter. Allium tripedale ingår i släktet lökar, och familjen amaryllisväxter. Inga underarter finns listade i Catalogue of Life.